# Busin
Busin är en ort i Tjeckien.   Den ligger i regionen Olomouc, i den östra delen av landet, 170 km öster om huvudstaden Prag. Busin ligger 353 meter över havet och antalet invånare är 425.
Terrängen runt Busin är huvudsakligen kuperad, men åt sydost är den platt. Busin ligger nere i en dal. Runt Busin är det ganska tätbefolkat, med 104 invånare per kvadratkilometer. Närmaste större samhälle är Šumperk, 9,6 km öster om Busin. Omgivningarna runt Busin är en mosaik av jordbruksmark och naturlig växtlighet.